# Matt Besler
Matt Besler (Overland Park, 11 febbraio 1987) è un ex calciatore statunitense, di ruolo difensore.

## Biografia
Suo fratello Nick è anch'egli un calciatore.
Nel 2016 ha avuto un figlio di nome Parker Rhea.

## Carriera

### Club
Ha giocato nella massima serie statunitense con Sporting K.C. e Austin FC.

### Nazionale
Ha esordito con gli Stati Uniti il 29 gennaio 2013 nell'amichevole pareggiata 0-0 contro il Canada.
Viene convocato per la Copa América Centenario negli Stati Uniti.
Il 2 settembre 2016 realizza la sua prima rete per la massima selezione statunitense nel successo per 0-6 in casa di Saint Vincent e Grenadine.

## Palmarès

### Club
- Campionato MLS: 1

Sporting Kansas City: 2013
- U.S. Open Cup: 3

Sporting Kansas City: 2012, 2015, 2017

### Nazionale
- Gold Cup: 2

2013, 2017

### Individuale
- MLS Best XI: 2

2012, 2013